# Jason Demetriou
Jason Demetriou (ur. 18 listopada 1987 w Londynie) – cypryjski piłkarz pochodzenia angielskiego występujący na pozycji pomocnika. Zawodnik klubu Southend United.

## Kariera klubowa
Demetriou karierę rozpoczynał w 2005 roku w angielskim zespole Leyton Orient z League Two. W 2006 roku awansował z nim do League One. W lidze tej zadebiutował 18 listopada 2006 roku w zremisowanym 0:0 meczu z Yeovil Town. Przez pięć lat występów dla Leyton, rozegrał tam 143 spotkania i zdobył 10 bramek.
W 2010 roku odszedł do cypryjskiego klubu AEK Larnaka z Protathlima A’ Kategorias. Jego barwy reprezentował przez trzy lata, a przez następne dwa grał w Anorthosisie Famagusta. W 2015 roku wrócił do Anglii, gdzie występował w drużynach League One – Walsall oraz Southend United.

## Kariera reprezentacyjna
W reprezentacji Cypru Demetriou zadebiutował 10 lutego 2009 roku w przegranym 0:2 towarzyskim meczu z Serbią.